# Fernando González (calciatore 1994)
Fernando Rubén González Pineda, noto semplicemente come Fernando González (Città del Messico, 27 gennaio 1994), è un calciatore messicano, centrocampista del Guadalajara.

## Caratteristiche tecniche
È un mediano.

## Carriera
Cresciuto nel settore giovanile del Guadalajara, ha esordito in prima squadra il 25 febbraio 2013 disputando l'incontro di Primera División vinto 2-1 contro il León.